# Profetas y patriarcas (Ribera)
Los Profetas y patriarcas son una serie de catorce pinturas, bajo la técnica óleo sobre lienzo, de diversos tamaños, datados entre 1638 y 1643, ejecutadas por José de Ribera para la iglesia de la Cartuja de San Martino de Nápoles. 

## Historia y descripción
Hacia 1638 José de Ribera recibió una serie de encargos que se produjeron en un contexto de profunda renovación de la Cartuja de San Martino.  Bajo el priorato de Giovanni Battista Pisante, el pintor español fue uno de los artistas más importantes del panorama napolitano al que se recurrió para la monumental obra de decoración de la iglesia, para la que realizó ya en 1637 el suntuoso retablo de la Piedad para la sacristía, trasladado más tarde, a finales del siglo XVII, a la sala del Tesoro Nuovo, donde permanece en la actualidad.
El grupo de encargos que interesaban al pintor se refería a la realización de una serie de catorce lienzos con Profetas y Patriarcas del Antiguo testamento, para colocar a lo largo de la nave de la iglesia, La Comunión de los apóstoles, para la pared lateral del coro, y tres cuadros destinados en cambio a los pisos privados del prior (hoy Museo Nacional de San Martino), San Bruno recibe la regla, terminado en 1643, San Jerónimo y San Sebastián, estos dos últimos no fueron entregados hasta 1651 (junto con la última cena), ya que a partir de 1643 el número de compromisos asumidos y la enfermedad que aquejó a Ribera retrasaron drásticamente el tiempo de ejecución de sus obras.
Los profetas retratados por Ribera son Moisés y Elías, colocados en la contrafachada, Hageo, Noé, Joel, Amós, Abdías, Oseas, Habacuc, Sofonías, Jonás, Daniel, Miqueas y Ezequiel, colocados sobre los arcos de las capillas laterales de la iglesia.  La tarifa acordada era de 80 ducados por lienzo, para los triangulares de las capillas laterales, donde el profeta era retratado de cuerpo entero, y de 50 ducados para las dos imágenes rectangulares del muro de entrada, donde los profetas eran retratados de medio cuerpo. 
Las primeras obras terminadas fueron las de Moisés, Elías y Noé, todas las cuales llevan la extensa firma del pintor, mientras que las once escenas restantes se realizaron en los cinco años siguientes, y el último recibo de pago data de finales de 1643, ocho de las cuales llevan las iniciales «J.R.» en el ángulo inferior.

## Catálogo de obras
| Obra | Título   | Año       | Dimensiones  | Notas                                                          |
| ---- | -------- | --------- | ------------ | -------------------------------------------------------------- |
|      | Moisés   | 1638      | 168 × 97 cm  | Firmado y fechado «Jusepe de Ribera espanol / F. 1638».        |
|      | Elías    | 1638      | 168 × 97 cm  | Firmado y fechado «Jusepe de Ribera espanol / F. 1638».        |
|      | Hageo    | 1638-1643 | 272 × 252 cm |                                                                |
|      | Noé      | 1638      | 271 × 254 cm | Firmado y fechado «Jusepe de / Ribera es / panol / F. / 1638». |
|      | Joel     | 1638-1639 | 270 × 252 cm | Firmado con iniciales y fechado «J.R.a 163...».                |
|      | Amós     | 1640      | 272 × 256 cm | Firmado con iniciales y fechado «J.R.a 1640».                  |
|      | Abdías   | 1638-1643 | 270 × 266 cm |                                                                |
|      | Oseas    | 1638-1643 | 270 × 254 cm | Firmado con iniciales «J.R.a».                                 |
|      | Habacuc  | 1638-1643 | 267 × 236 cm | Firmado con iniciales «J.R.a».                                 |
|      | Sofonías | 1638-1643 | 266 × 236 cm | Firmado con iniciales «J.R.a».                                 |
|      | Daniel   | 1638-1643 | 267 × 236 cm | Firmado con iniciales «J.R.a».                                 |
|      | Jonás    | 1638-1643 | 276 × 236 cm | Firmado con iniciales «J.R.a».                                 |
|      | Miqueas  | 1638-1643 | 268 × 243 cm | Firmado con iniciales «J.R.».                                  |
|      | Ezequiel | 1638-1643 | 271 × 251 cm |                                                                |